# Calophasia funebris
Calophasia funebris är en fjärilsart som beskrevs av Köhler 1952. Calophasia funebris ingår i släktet Calophasia och familjen nattflyn. Inga underarter finns listade i Catalogue of Life.